# Antero Frederico de Seabra
Antero Frederico de Seabra (1874 - 1952) foi um naturalista português. Foi fundador e presidente da Society of Biological Sciences. Especializou-se particularmente em entomologia, publicando uma série de artigos fundamentais sobre a família Aradidae.

## Trabalho científico
Descreveu as espécies:
- Pipistrelle de Anchieta ( Pipistrellus anchietae ) [3]
- Morcego frugívoro de D'Anchieta ( Plerotes anchietae ) [3]
- Serotina amarela (Neoromicia flavescens ) [3]
- Hemiberlesia camarana

## Homenagens
Em sua homenagem o seu nome foi dado às espécies:
- Morcego peludo angolano ( Cistugo seabrae ) [4]
- Geocharis antheroi[5]